# Казки міста (роман)
«Казки міста» (англ. Tales of the City, 1978) — перша книга в серії романів «Казки міста» американського письменника Армістеда Мопіна, яка спочатку випускалася в «Pacific Sun» (починаючи з 1974 року), а потім у «San Francisco Chronicle». Дія розгортається в Сан-Франциско 1970-х років і розповідає про мешканців невеликого житлового комплексу на Барбері-Лейн, 28, включно з ексцентричною господинею Анною Мадригал.

## Сюжет
У 1976 році молода секретарка Мері Енн Сінглтон відвідує Сан-Франциско з Клівленда, штат Огайо, і імпульсивно вирішує залишитися. Вона знаходить квартиру на Барбері Лейн, 28, у невеликому комплексі, який належить ексцентричній Анні Мадригал, яка вирощує марихуану. Мері Енн подружилася з іншими мешканцями будинку: хіпі та бісексуалкою Моною Ремзі, гетеросексуальним ловеласом Браяном Гокінсом, милим і симпатичним геєм Майклом Толлівером, якого друзі називають «Миша», і Норманом Нілом Вільямсом, орендарем сараю на даху. Мері Енн влаштовується секретаркою до Едгара Гелкіона, агресивного, багатого власника рекламного агентства, де Мона працює копірайтером. Врешті-решт, Мері Енн піддається залицянням рекламного директора Бошана Дея, який нещасливо одружений на доньці світської левиці Едгара ДеДе, але він не може виступати, коли в ліжку з Мері Енн. Едгар, помираючи від невиліковної хвороби, не розповідає про це своїй родині. Він зустрічає Анну в парку, і між ними починається позашлюбний роман. Бошам навмисно залишає шарф Мері Енн у своїй машині, щоб його знайшла жадібна до уваги ДеДе, яка тим часом займається сексом з Лайонелом Вонгом, 18-річним кур'єром. Маус знайомиться з красивим гінекологом Джоном Філдінгом і розуміє, що не хоче вступати у випадкові сексуальні стосунки. Він виграє 100 доларів на конкурсі танців у спідній білизні, але через це втрачає Джона. Джон підтверджує підозри ДеДе про те, що вона вагітна. Чорношкіра модель Доротея Вілсон приїжджає з Нью-Йорка, сподіваючись відновити роман з Моною. Анна розбита горем, коли Мона переїжджає до Доротеї, не попрощавшись. Норман таємно розслідує Анну від імені матері Мони. Колумністка Карсон Каллас шантажує ДеДе, змушуючи її переспати з ним, в обмін на те, що він не розголошує про її вагітність. Відроджена увага Бошана до ДеДе слабшає, і вона вирішує залишити свою дитину. У лазні Джон займається сексом з чоловіком, якого раніше не зустрічав — Бошамом. Мона виявляє, що Доротея насправді європеоїдка і затемнює свою шкіру, щоб досягти успіху в кар'єрі моделі. Коли Едгар помирає вдома, ДеДе та Бошан повідомляють йому, що він стане дідусем. Мері Енн проводить час з Норманом, але виявляє, що він займається дитячою порнографією. Коли вона стикається з ним, він послизається і падає зі скелі. Мері Енн знаходить його досьє на Анну та знищує його. Таким чином, життя мешканців будинку на Барбері Лейн, 28, переплітається у вихорі драматичних подій, що показують складність людських стосунків і особистих таємниць.

## Персонажі
- Мері Енн Сінглтон — зарозуміла наївка з Клівленда, штат Огайо, яка імпульсивно вирішує покинути своє життя та перетворити відпустку в Сан-Франциско на нову главу свого життя.
- Анна Мадригал — господиня Барбері-Лейн, 28. Анна підтримує материнські стосунки з кожним зі своїх мешканців, можливо, найагресивніше з Моною Ремсі. Крім м'якого заохочення Мері Енн розвивати стосунки, вона починає роман з Едгаром Халкіоном, якому загрожує темна таємниця Анни.
- Мона Ремзі — космічна, богемна сусідка Мері Енн. Неспокійна і дещо меланхолійна Мона виявляється безробітною після особливо самовпевненого дня в офісі. Вона дозволяє своєму старому другу Миші залишитися у своїй квартирі після того, як його коханець розриває стосунки, але вона виїжджає, щоб відновити стосунки з Доротеєю Вілсон.
- Миша / Майкл Толлівер — найкращий друг Мони та можливий сусід по кімнаті. Впевнений ґей, він переїжджає до Мони після того, як його тодішній хлопець розриває стосунки, лише щоб почати нові стосунки з Джоном Філдінгом, гінекологом.
- Браян Гокінс — офіціант і колишній юрист, який також живе на Барбері-Лейн, 28. Майже всі, кого він знає, вважають бабієм, він витрачає більшу частину свого вільного часу на пошуки жінок у нічних клубах і тавернах.
- Норман Ніл Вільямс — сміливий відлюдник чоловіка, який живе в сараї на даху на Барбері-Лейн, 28. Мері Енн дружить, а потім починає зустрічатися з ним.
- Джон Філдінг — гарний гінеколог, який на короткий час був хлопцем Миші. Хоча сам Джон є приземленим і турботливим чоловіком, його головними друзями є «A-Gays», група багатих гомосексуалістів-снобів, які засуджують майже всіх, включаючи молодших жіночих ґеїв, таких як Миша, яких вони відчувають. просто корисні для випадкових кидків.
- ДеДе Гелсіон Дей — відома світська левиця Сан-Франциско і дочка Едгара Гелсіона. Вона перебуває в нещасливому шлюбі з Бошаном Деєм, і його невірність спонукає її вступити в шлюб.
- Бошан Дей — самозакоханий і розпусний чоловік ДеДе.
- Едгар Гелсіон — керівник Halcyon Communications. Він і його дружина Френні стали менше любити одне одного, і, коли він дізнається, що помирає, він починає роман з Анною Мадригал. Едгар захищає свою доньку ДеДе, що погіршує його стосунки з Бошаном, зятем і співробітником.
- Френні Гелсіон — дружина Едгара і мати ДеДе. Більшу частину свого дня вона проводить у несвідомому алкогольному серпанку.
- Доротея Вілсон — успішна модель, яка повертається до Сан-Франциско, щоб відновити свій роман із Моною.